# Дом купца И. М. Сафонова
Дом купца И. М. Сафонова — ростовский памятник градостроительства и архитектуры. Здание расположено в северной части квартала, по красной линии застройки улицы Седова. Построенное в 1910–1912 годах, изначально служило местом размещения 11-го городского женского начального училища имени Н. А. Некрасова. В 2019 году дом был признан выявленным объектом культурного наследия и внесен в Единый государственный реестр объектов культурного наследия Российской Федерации.
Архитектурно здание представляет собой кирпичный двухэтажный дом прямоугольной формы с подвалом и многоскатной крышей. Главный северо-западный фасад оформлен в стиле эклектики с элементами кирпичного стиля. Центральная часть фасада выделена раскреповкой, акцентирующей главный вход, оформленный небольшим порталом с полуциркульным завершением и гладкими массивными лопатками по бокам. Второй этаж украшен рустованными пилястрами с декоративными элементами в верхней части, а арочное окно над входом обрамлено сложным наличником с архивольтом и замковым камнем. Оконные проемы второго этажа имеют прямоугольную форму с плоскими наличниками и декоративными замками, подоконный пояс профилирован, а под окнами расположены декоративные плакетки с плоскими кнопками. Первый этаж характеризуется рустованными стенами, прямоугольными оконными проемами и филёнками под ними, а также рустованными лопатками по краям фасада. Здание завершается широким профилированным венчающим карнизом и гладким фризом, подчеркнутым архитравом.
Изначально здание было построено купцом Иваном Матвеевичем Сафоновым, который также являлся гласным городской Думы Ростова с 1901 по 1917 годы и арендовано 11-м городским женским начальным училищем им. Н. А. Некрасова. Сегодня в здании расположено дошкольное образовательное учреждение «Детский сад общеразвивающего вида с приоритетным осуществлением деятельности по физическому направлению развития детей второй категории №88».